# Marchese di Milford Haven

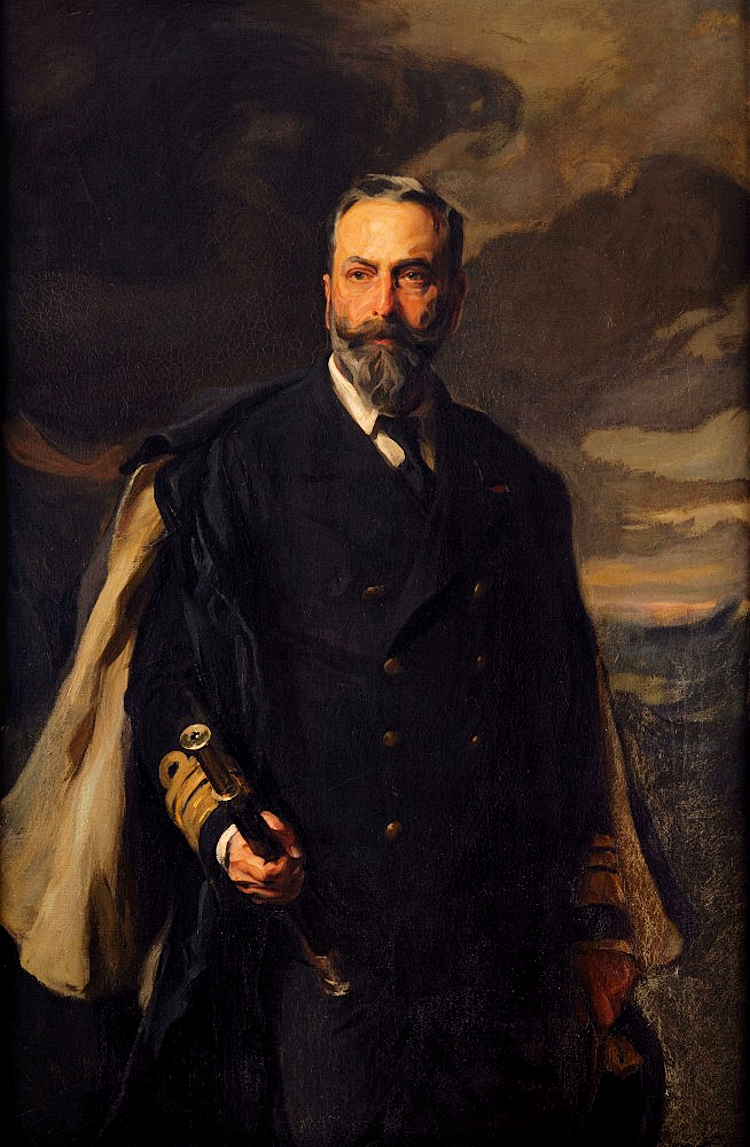
Louis Mountbatten, 1º Marchese di Milford Haven

Marchese di Milford Haven (Marquess of Milford Haven) è un titolo creato fra i Pari del Regno Unito. Fu creato nel 1917 per il Principe Luigi di Battenberg ex Capo di Stato Maggiore Navale ed imparentato con la Famiglia reale britannica che tra i sentimenti antitedeschi della prima guerra mondiale, abbandonò l'uso del suo cognome e dei titoli tedeschi adottando il cognome Mountbatten, una versione anglicizzata del cognome Battenberg. Al tempo stesso venne creato Conte di Medina (Earl of Medina) e Visconte Alderney (Viscount Alderney) anch'essi fra i Pari del Regno Unito. Attualmente nel 2010 il titolo è posseduto dal suo pronipote, il quarto marchese, succeduto al padre nel 1970.
Louis Mountbatten, I conte Mountbatten di Burma, era il secondogenito del primo marchese

## Marchesi di Milford Haven (1917)
| |  |
| Louis Mountbatten, I Marchese di Milford Haven 1854–1921 1884 ⚭ Vittoria d'Assia-Darmstadt                            |  |
| |  |
| |  |
| George Mountbatten, II Marchese di Milford Haven 1892–1938 1916 ⚭ Nadejda Michajlovna de Torby                        |  |
| |  |
| |  |
| David Mountbatten, III marchese di Milford Haven 1919–1970 1950 ⚭ Romaine Dahlgren Pierce 1960 ⚭ Janet Mercedes Bryce |  |
| |  |
| |  |
| George Mountbatten, IV marchese di Milford Haven 1961                                                                 |  |
| |  |
| |  |
| Henry |  |

- Louis Mountbatten, I Marchese di Milford Haven (1854–1921)
- George Mountbatten, II Marchese di Milford Haven (1892–1938)
- David Mountbatten, III marchese di Milford Haven (1919–1970)
- George Mountbatten, IV marchese di Milford Haven (nato nel 1961)

L'erede dell'attuale marchese è suo figlio Henry Mountbatten, Conte di Medina (Earl of Medina).